# Каасапа (департамент)
Каасапа (ісп. Caazapá) — департамент у Парагваї, охоплює територію площею 9496 км². Населення — 139 517 чол. (2002), адміністративний центр — місто Каасапа.

## Географія
Велика частина департаменту — горбиста місцевість, покрита лісами. Тут розташований національний парк Кааґуасу (16 га) і заповідник Голондріна (24 га).

## Адміністративний поділ
Адміністративно поділена на 11 округів:
| №  | Округу                                              | Населення, чол. (2002) | Площа, км² |
| -- | --------------------------------------------------- | ---------------------- | ---------- |
| 1  | Абаї (Abaí)                                         | 26175                  | 2018       |
| 2  | Буена-Віста (Buena Vista)                           | 5340                   | 133        |
| 3  | Каасапа (Caazapá)                                   | 22372                  | 804        |
| 4  | Доктор-Моїсес-Бертоні (Doctor Moisés Bertoni)       | 4616                   | 691        |
| 5  | Фульхенсио-Йехрос (Fulgencio Yegros)                | 5958                   | 946        |
| 6  | Хенераль-Ігініо-Морініго (General Higinio Morínigo) | 5499                   | 240        |
| 7  | Антунеш (Maciel)                                    | 3957                   | 404        |
| 8  | Сан-Хуан-Непомука (San Juan Nepomuceno)             | 24243                  | 999        |
| 9  | Таваї (Tavaí)                                       | 13354                  | 1314       |
| 10 | Юті (Yuty)                                          | 28003                  | 1833       |
| 11 | Трес-де-Майо (3 de Mayo)                            |                        |            |

## Економіка
Основні культури, що вирощують у регіоні: бавовна, соя, цукрова тростина, кукурудза і маніок. Великих підприємств на території Каасапа немає, а ті, що є, переробляють сільськогосподарську продукцію.